# Woodlawn (Virginia)
Woodlawn is een plaats (census-designated place) in de Amerikaanse staat Virginia, en valt bestuurlijk gezien onder Carroll County.

## Demografie
Bij de volkstelling in 2000 werd het aantal inwoners vastgesteld op 2249.

## Geografie
Volgens het United States Census Bureau beslaat de plaats een oppervlakte van
50,6 km², geheel bestaande uit land. Woodlawn ligt op ongeveer 783 m boven zeeniveau.

## Plaatsen in de nabije omgeving
De onderstaande figuur toont nabijgelegen plaatsen in een straal van 20 km rond Woodlawn.